# もうすぐ夜明けABC
『もうすぐ夜明けABC』（もうすぐよあけエービーシー）は、朝日放送（現：朝日放送ラジオ）が、火曜日（月曜深夜）から土曜日（金曜深夜）まで放送していた音楽リクエスト番組。基本として、午前3:00 - 4:15（土曜のみ4:30）に放送枠を設定していた。
原則として生放送で構成されていたが、2009年7月から2013年6月までは、事前に収録した内容を放送。2013年7月から2017年9月までは、この方法で土曜日の深夜（日曜日の未明）にも放送していた。
本項では、実質的に同一番組の扱いとして火曜日（月曜深夜）から土曜日（金曜深夜）までの午前1時から3時まで放送されている（された）、『ABC発午前1時』（エービーシーはつごぜんいちじ）と『夜は、おととも』（よるは、おととも）についても記述する。

## 概要
『もうすぐ夜明けABC』は1983年10月放送開始、『ABC発午前1時』は2008年4月放送開始・2009年7月放送終了。『夜は、おととも』は2014年4月から放送開始。
以上の番組では、時代を超えた懐かしい歌から最新のヒット曲まで、歌謡曲・演歌を中心に楽曲を放送。1名の女性パーソナリティが、日替わりで生放送を進行していた。ただし、平日版の『もうすぐ夜明けABC』後期には、歌謡曲・演歌系の歌手を迎えてのゲストコーナー「夜明けのソファー」（事前収録）を4時前後に放送することがあった。
『もうすぐ夜明けABC』が誕生したのは、『ABCヤングリクエスト』（『ヤンリク』）で長らくプロデューサーを務めた今田昭の発案による。その関係で、歴代の女性パーソナリティには、『ヤンリク』のアシスタント経験者が多かった。1986年9月までは、『ヤンリク』が『もうすぐ夜明け』の前枠で放送されていたため、スタジオを『ヤンリク』と共用していた。
2017年12月30日放送分で、『夜は、おととも』『もうすぐ夜明けABC』とも終了。放送最終週の月曜日であった12月25日には、「さよならイベント」を開催した（詳細後述）。

## 番組終了時点（2017年12月）の出演者
- 火曜日（月曜深夜） - 尾崎智子（最初期にも水・木曜深夜分を担当）
- 水曜日（火曜深夜） - 内田香織
- 木曜日（水曜深夜） - 高野あさお
- 金曜日（木曜深夜） - 阪口佳澄
- 土曜日（金曜深夜） - 安井ゆたか

※2014年3月31日からは、火曜から土曜まで、当番組の前枠で自社制作による音楽番組『夜は、おととも』（『ABC発午前1時』の後継番組）を毎日生放送。当番組の出演者がパーソナリティを兼務していた。

※神姫トラベル（朝日放送と神姫バスが共同で出資する旅行会社、以前の社名は「エー・ビー・シートラベル」→「エー・ビー・シー神姫トラベル」）の催行で年に数回実施しているリスナー向けの有料ツアー旅行には、パーソナリティから少なくとも1名が同行していた。

## 以前の出演者
◎：『もうすぐ夜明けABCフォーエバー』にも出演

- 桶村久美子◎（最初期に月・火曜深夜分を担当）
- 石川千加子（最初期に金・土曜深夜分を担当）
- 宮西直美（2008年3月まで）
- 尾崎千秋
- 唐川満知子
- 三島栄実子◎（1985年10月 - 2002年9月）
- 阿部京子◎（1990年4月 - 2002年9月）
- 藤原正美◎（1990年4月から土曜深夜分を担当）
- 豊田記子
- 平尾和子
- 倉森ひとみ◎（1998年10月 - 2005年3月）
- 筧真帆
- 横手友佳子
- 梨木加陽子
- 川田恵子　※出演当初は水曜深夜分のパーソナリティ[1]。2013年7月から土曜深夜分を担当していたが、持病の長期療養を理由に、同年9月7日放送分で降板。同月の残りの放送分については、阪口が担当を引き継いだ。降板から約2か月後の11月16日に逝去。
- 松葉沙矢佳◎　※2013年10月5日から2017年9月30日深夜放送分まで土曜深夜を担当。

※『ABC発午前1時』が放送されていた時期（2008年4月 - 2009年7月）は、『ABC発午前1時』『もうすぐ夜明けABC』で同一パーソナリティが引き続いて出演していた。

## 夜明けが応援する この1曲
2006年4月から始まった「もうすぐ夜明けが応援する この1曲 今月の唄」は、これから活躍が注目される歌手や、その月に発売される新曲を1か月間、毎日曲を放送して応援するコーナー。民放FM局がよく展開しているヘヴィー・ローテーション企画と同様の趣旨。
番組最終年であった2017年は、『おはようパーソナリティ道上洋三です』（ABCラジオ平日早朝の生ワイド番組）の放送開始40周年と重なっていたため、道上洋三（パーソナリティ）と吉田詩織（放送時点でのアシスタント）のデュエットによる40周年記念曲「きょうは記念日」が当番組にとって最後（同年12月分）の応援曲になった。

### 過去の選曲

#### 2006年
| 月   | 曲名               | 歌手名             | 発売日                                   |
| ---- | ------------------ | ------------------ | ---------------------------------------- |
| 4月  | 絆                 | 長山洋子、影山時則 | 2006年4月26日                            |
| 5月  | しあわせ大阪       | 猫夜叉             | 2006年5月10日                            |
| 6月  | バラ色の未来       | 森昌子             | 2006年6月7日                             |
| 7月  | 哀しみ模様         | 山本あき           | 2006年6月21日                            |
| 8月  | 新宿の月           | 山本譲二           | 2006年8月2日                             |
| 9月  | とうさんか         | 比嘉栄昇           | 2006年8月23日 アルバム「とうさんか」収録 |
| 10月 | 情夜灯             | 角川博             | 2006年9月21日                            |
| 11月 | おぼろ月夜の上州路 | 森山愛子           | 2006年10月25日                           |
| 12月 | 不如帰             | 瀬口侑希           | 2006年12月6日                            |

#### 2007年
| 月   | 曲名             | 歌手名     | 発売日         |
| ---- | ---------------- | ---------- | -------------- |
| 1月  | 春待ち花         | 大石まどか | 2007年1月24日  |
| 2月  | 番屋             | 神野美伽   | 2007年1月24日  |
| 3月  | ふたり星         | 松永ひと美 | 2007年2月21日  |
| 4月  | 舟               | 伍代夏子   | 2007年3月28日  |
| 5月  | だんじり         | 中村美律子 | 2007年4月25日  |
| 6月  | 古都情念         | 美川憲一   | 2007年6月13日  |
| 7月  | 波止場のボレロ   | MAYUMI     | 2007年7月4日   |
| 8月  | 立ち呑み『小春』 | 八代亜紀   | 2007年7月18日  |
| 9月  | 秋田ポンポン節   | 香西かおり | 2007年8月22日  |
| 10月 | こころの海峡     | 夏木綾子   | 2007年10月10日 |
| 11月 | 男の地図         | 三門忠司   | 2007年10月24日 |
| 12月 | むらさき日記     | 竹川美子   | 2007年12月5日  |

## 番組テーマ曲
- オープニング曲は、島津亜矢の『都会の雀』。
  - イントロの「♪すずめ〜すずめ 〜都会の雀〜」の歌詞を、「♪夜明け〜夜明け 〜もうすぐ夜明け〜」と替え歌で歌っているものを使用。
- エンディング曲は、童謡唱歌など季節の曲を2～3週くらいで替えながら使用。
- 1983年10月の番組スタート時から番組リニューアル前までは、オープニング・エンディングともに、COSMOSの『Kissin' In The Rainbow』(土居慶子作曲・難波弘之編曲)を使用していた[2]。

## 番組の歴史

### 放送時間の遍歴
| 期間    | 期間    | 放送時間（日本時間） | 放送時間（日本時間） | 放送時間（日本時間） |
| 期間    | 期間    | 火曜日 - 金曜日      | 土曜日               | 日曜日               |
| ------- | ------- | -------------------- | -------------------- | -------------------- |
| 1983.10 | 1987.9  | 3:00 - 5:00（120分） | 3:00 - 5:00（120分） | 3:00 - 5:00（120分） |
| 1987.10 | 1988.3  | 3:00 - 5:00（120分） | （放送無し）         | 3:00 - 5:00（120分） |
| 1988.4  | 1990.9  | 3:00 - 5:00（120分） | 3:00 - 5:00（120分） | 3:00 - 5:00（120分） |
| 1990.10 | 1998.9  | 3:00 - 5:00（120分） | 3:00 - 5:00（120分） | （放送無し）         |
| 1998.10 | 1999.9  | 2:00 - 4:45（165分） | 2:00 - 4:45（165分） | （放送無し）         |
| 1999.10 | 2004.6  | 2:00 - 4:20（140分） | 2:00 - 4:20（140分） | （放送無し）         |
| 2004.7  | 2008.3  | 2:00 - 4:15（135分） | 2:00 - 4:15（135分） | （放送無し）         |
| 2008.4  | 2009.7  | 1:00 - 4:15（195分） | 1:00 - 4:15（195分） | （放送無し）         |
| 2009.7  | 2013.6  | 3:00 - 4:15（75分）  | 3:00 - 4:15（75分）  | （放送無し）         |
| 2013.7  | 2013.9  | 3:00 - 4:15（75分）  | 3:00 - 4:15（75分）  | 3:00 - 4:00（60分）  |
| 2013.10 | 2014.3  | 3:00 - 4:15（75分）  | 3:00 - 4:30（90分）  | 3:00 - 4:00（60分）  |
| 2014.4  | 2014.12 | 1:00 - 4:15（195分） | 1:00 - 4:30（210分） | 3:00 - 4:00（60分）  |
| 2015.1  | 2017.9  | 1:00 - 4:15（195分） | 1:00 - 4:30（210分） | 3:00 - 4:30（90分）  |
| 2017.10 | 2017.12 | 1:00 - 4:15（195分） | 1:00 - 4:30（210分） | （放送無し）         |

### 番組初期
朝日放送では、1983年10月7日まで、『ヤンリク』を1日の最終番組として編成。基本として、午前3:00で放送を終えていた。しかし、在阪の中波他局が24時間終日放送へ相次いで踏み切ったことを背景に、朝日放送も最後発ながら月 - 土曜日の終日放送を開始。『ヤンリク』本番終了後の放送休止時間帯に『もうすぐ夜明けABC』を編成したうえで、同年10月10日から生放送を始めた。この番組開始当初から、少なくとも終了時間（かつ1日の起点時間）繰り上げがなされた1998年9月までは、番組終了時の4時58分に「1008㎑、朝日放送が大阪からお送りしております。JONR」の局名告知をアナウンスし、1日の放送開始に代えていた。
番組開始当時は、月曜を除く3:00-5:00の放送で、タイトルも『3時です もうすぐ夜明けABC』（さんじです もうすぐよあけエービーシー）。1985年までは明星食品の単独提供番組だった（1985年の何月に降板したかは不明だが、確認できる中では5月から11月までの間）。なお、番組がパーティシペーション（オールスポット）化した後も明星食品は3時台にスポットCMを1本（20秒）のみ提供していた時期があった。
基本的には女性パーソナリティーが番組を担当し、3時台は『ヤンリク』からの流れを継いで最近のヒット曲やアイドルのナンバーを中心に構成。4時台は早朝早起きをするお年寄りなどにターゲットを絞って、演歌や懐メロを中心にリスナーからのリクエストなどで構成した。
1980年代後半は土曜深夜（日曜未明）の放送で、番組唯一の男性パーソナリティーとして尾崎千秋が出演したこともあった。また、一時期（1987年度下半期）は『ABCラジオファンキーズ』が金曜日に限り土曜日午前5時まで放送されたため、土曜日が休止された時代もある。その後、1990年代から2000年代にかけて土曜深夜の放送は廃止されていた。

### 午前2時開始
1998年10月に番組がリニューアルし、放送開始が午前2時になり、午前5時までの3時間の放送になる。番組内容もこれまでのリスナーからのリクエスト、お便りに加え、ゲスト（主に演歌歌手）が登場するコーナー「夜明けのソファー」も新設し、また、同年11月からは金曜日（土曜日未明）に、歌手の島津亜矢が1週間の近況を報告するコーナー「北から南から島津亜矢」もスタートする（2006年3月終了）。
午前2時からの放送になって以後も、早朝番組の雰囲気を出すため、パーソナリティーはまず放送日と曜日をコメントした後、「おはようございます。（パーソナリティーの氏名）です」の挨拶から始めている。
しかし、早朝番組の編成が変わり、番組の後に「ラジオショッピング」が始まり放送時間が午前4時45分までになった。その後、1999年10月からは『毛利千代子のおはようパートナー』が午前5時スタートに繰り上がったため、その前の宗教番組も繰り上がり、同番組は午前4時20分までの放送に大幅縮小された。2004年夏には『ABCラジオショッピング〜早起きはロク文の得〜』の放送時間が拡大され、午前4時15分までの放送になる。
2004年春から2009年9月まで、朝日放送でプロ野球シーズンオフに放送している報道番組『ニュース探偵局』（年度下半期に毎週土曜日放送）の関連コーナー『おはよう!ニュース探偵局』（3:50過ぎから10分程度）も放送していた。『おはよう!ニュース探偵局』は、前週の『ニュース探偵局』で放送したインタビュー内容（25分程度のもの）を5日間に分けて放送している。ただし、通常の『ニュース探偵局』休止時でも、『おはよう!ニュース探偵局』は休止されず独自に放送されていた。しかし、『おはよう!-』は2009年9月に終了となった。
2006年10月29日に『もうすぐ夜明けABCスペシャル〜秋色満載!歌舞台〜』を、2007年1月1日に『初春・もうすぐ夜明けABCスペシャル慶びの歌2007』を出演者全員揃って放送した。
2007年1月9日の週からEメールでのリクエスト・メッセージの受付をようやく開始した。

### 「ABC発午前1時」開始に伴う事実上の拡大化
2008年4月1日からは、『もうすぐ夜明けABC』と同じパーソナリティの担当で、午前1時から午前3時に『ABC発午前1時』を放送した。『もうすぐ夜明けABC』のタイトルでの放送としては、午前3時から午前4時15分の1時間15分に短縮されるが、実質的には『もうすぐ夜明け』の時間枠を1時間拡大・前倒しして、『ABC発午前1時』『もうすぐ夜明けABC』あわせて3時間15分・2部構成の放送（実質的にコンプレックス形式に移行）と位置づけられていた。
2時台には「ミッドナイト寄席」と題して花花寄席で収録した落語、漫才の音源が放送された。金曜のみ「若井みどりのミッドナイト寄席」（同コーナーは録音）として若井みどりが司会を務め、ライブラリーの音源を放送した。
しかし、『ABC発午前1時』は2009年7月4日の放送を最後に終了することになった。『もうすぐ夜明けABC』は従来通り午前3時から午前4時15分で放送されることになったが、『ABC発午前1時』が終了したことで実質的には放送枠が縮小された形になった。同年7月からは、事前に収録した内容を放送するようになったため、生放送中にパーソナリティが伝えていた「ABC交通情報」が廃止された。
「ミッドナイト寄席」は2009年7月以降『もうすぐ夜明けABC』番組内（午前3時台）に組み込まれる形になった。しかし2010年4月の番組改編で「ミッドナイト寄席」のコーナーは終了。『満員御礼!福島一丁目劇場』の中で受け継がれることになった。

### 生放送・日曜放送の復活
2013年には、日曜3時台に実施していたTBSラジオ制作『よしもと下克上』のネット受けを終了したことを機に、7月7日から日曜放送を約20年振りに再開。これを機に、全曜日で生放送が復活した。ただし、日曜の放送枠は1時間で、他の曜日より15分短く設定。さらに、同年の10月改編からは、土曜放送分を4:30にまで拡大している。
以上の改編を機に、全曜日で3時台の後半に「ABCラジオショッピング」を挿入。当日のパーソナリティが商品を紹介する。また、平日版の午前4時前には、当日の「朝日新聞」大阪本社発行版朝刊からパーソナリティが主な記事の概要を2 - 3本紹介。エンディング付近の「ABC天気予報」では、当日の天気予報の原稿を読み上げている。

### 「夜は、おととも」開始に伴う再拡大
2014年3月31日からは、平日に当番組の前枠で『夜は、おととも』を生放送。『ABC発午前1時』を放送していた時期と同様に、パーソナリティが同番組から続いて出演するなど、事実上の2部構成（コンプレックス）を復活させている。
『夜は、おととも』は、「朝日放送のエリアのリスナーに対して『身近な情報とすてきな音楽』を送る」というコンセプトで構成。タイトルの『おととも』には、「おと（音楽）はとも（友達）」という意味を持たせている。また、1時台の後半に『ABCニュース』、2:00前後に『おとともボックス～今日は何の日～』、2時台に『ABCラジオショッピング』を内包。いずれのコーナーでも、パーソナリティ自身が原稿を読んでいる。また、2:30前後には、『私の、おととも』というトークコーナーを放送。週替わりで設けられる全曜日共通のテーマに沿って、パーソナリティが思い出話や最新の情報などを披露する。
『もうすぐ夜明けABC』のパーソナリティが1・2時台に放送の別番組にも出演しながら、放送枠を事実上拡大するという編成は、前述の『ABC発午前1時』を踏襲している。ただし、『夜は、おととも』は、「ミッドナイト寄席」のよう演芸関連コーナーを内包しないなどの点で『ABC発午前1時』と異なる。
なお、朝日放送では、日曜4時台に編成していた長寿番組の『おはよう浪曲』を2014年12月27日で終了。2015年1月6日からは、同番組の放送枠を吸収する格好で、『もうすぐ夜明けABC』の日曜の放送枠を30分拡大している。

### シリーズの終了
朝日放送では、当番組の日曜放送を、2017年10月1日で終了。翌週（10月8日）からは、同年のナイターイン期間に特別番組として2回放送していた『霜降り明星のだましうち!』（霜降り明星初の冠番組）が、事前収録によるレギュラー番組として日曜版の放送枠を引き継いでいる。
火 - 土曜版については、2017年10月以降も放送を継続。同月から発売を開始した「ABCラジオカレンダー」の2018年版にも、3月分が当番組のPRに宛てられていた。しかし実際には、2017年12月30日放送分で、『夜は、おととも』と合わせて終了。『もうすぐ夜明けABC』の開始から34年3ヶ月にわたった番組シリーズの歴史に終止符を打った。最終日のパーソナリティは安井ゆたかで、『もうすぐ夜明けABC』の4時台には、安井以外の火 - 土曜版最後期のパーソナリティ（尾崎、内田、高野、阪口）もリスナーへの挨拶を兼ねて全員出演。最後に流れた楽曲は、『夜は、おととも』が「笑顔のまんま」（BEGIN with アホナスターズ）、『もうすぐ夜明けABC』が「明日に架ける橋」（サイモン&ガーファンクル）であった。
朝日放送では、放送最終週に当たる2017年12月25日（月曜日）の午後に、公開収録と連動した「さよならイベント」をABCホール（大阪市福島区）で開いた。このイベントには、上記の火 - 土曜版最後期のパーソナリティ5名が一堂に会したほか、歴代のパーソナリティ経験者から桶村、三島、阿部、藤原、倉森、松葉の6名が出演。『もうすぐ夜明けABC』シリーズのパーソナリティではなかった三代澤康司（朝日放送アナウンサー）が進行役を務める一方で、三代澤の上司に当たる道上洋三や、『もうすぐ夜明けABC』のオープニングテーマを歌う島津などからビデオメッセージが寄せられた。

### 放送終了後
朝日放送では、「さよならイベント」のダイジェスト音源などで構成する特別番組『もうすぐ夜明けABCフォーエバー』を、2018年1月7日（日曜日）の22:00 - 23:00に放送した。
2018年1月2日（火曜日）からは、『夜は、おととも』『もうすぐ夜明けABC』の放送枠を統合したうえで、『with you』（自社制作による生放送の音楽番組）が放送枠や一部のコーナー（ラジオショッピングや楽曲の応援企画など）を継承。『夜は、おととも』『もうすぐ夜明けABC』に続いて日替わりの女性パーソナリティ（関西地方を中心に活動するフリーアナウンサー）が1人で生放送を進行するが、全曜日ともパーソナリティの顔触れを両番組から一新しているほか、日曜3:00 - 4:30には『霜降り明星のだましうち!』を引き続き放送する（2019年4月改編から放送枠を日曜1:30 - 2:30に移動）。また、『もうすぐ夜明け』の水曜3時台後半で放送してきた「安心・味わい・旅情報」（神姫バスグループ提供のグループ主催ツアー情報コーナー）は、2018年1月1日から『高野あさおの週刊おーmyとーく!』（毎週月曜日18:30 - 18:43→18:30 - 19:00または18:50）の毎月第4月曜分で継続させている。

## 番組制作
- ABCメディアコム